# Джерело «Липки»
Джере́ло «Ли́пки» — гідрологічна пам'ятка природи в Україні. Об'єкт природно-заповідного фонду Вінницької області. 
Розташована в межах Вінницького району Вінницької області, в селі Лука-Мелешківська. 
Площа 0,01 га. Статус надано згідно з розпорядженням облвиконкому від 29.12.1979 року № 580. Перебуває у віданні Луко-Мелешківської сільської ради. 
Статус надано з метою збереження джерела природного походження (Чапля (річка)). 
Станом на 2015 рік джерело було засмічене і майже пересохле. 